# Antoine-Pierre IX Hassoun
 Antoine-Pierre ou Andon Bedros IX Hassoun (né le 15 juin 1809 à Constantinople et mort le 28 février 1884 à Rome) est un cardinal arménien du XIXe siècle  de l'Église catholique arménienne.

## Biographie
Hassoun est élu archevêque titulaire d'Anazarbus (de) et coadjuteur de Constantinople des Arméniens (en) en 1842. Il devient patriarche de Constantinople des Arméniens en 1846, puis patriarche de Cilicie des Arméniens en 1867, après l'abolition de son diocèse, avec résidence à Constantinople.
Le pape Léon XIII le crée cardinal lors du consistoire du 13 décembre 1880. Il démissionne de sa fonction de patriarche en 1881.

## Succession apostolique
Antoine-Pierre IX Hassoun a ordonné les évêques suivants :
- Évêque Antonio Clemens Scisman (1850)
- Évêque Timoteo Francis Astorgi (1850)
- Évêque Joseph Gregory Hagi (1850)
- Évêque Gregorio Bahadur (1850)
- Évêque Giuseppe Arachial (gl) (1852)
- Évêque Joannes Salviani (1855)
- Évêque Pietro Tilkian (gl) (1858)
- Évêque Antonio Halagi (1859)
- Évêque Giovanni Battista Ghiurekian (1865)
- Évêque Stefano Melchisedechian (1866)
- Évêque Stefano A. Israelian (1866)
- Patriarche Stepanos Bedros X Azarian (it) (1877)
- Évêque Carlo Arakelian (1877)
- Évêque Garabed Khadifian, I.C.P.B. (1877)
- Évêque Clément Mikaelian (1877)
- Évêque Paolo Marmarian (1877)